# Stanislav Henych
Stanislav Henych (né le 19 février 1949 à Jilemnice) est un ancien fondeur tchécoslovaque.

## Palmarès

### Jeux olympiques
| Épreuve / Édition | Sapporo 1972 | Innsbruck 1976 |
| 15 km             | 21e          | 46e            |
| 30 km             | 9e           |                |
| 50 km             |              | 30e            |
| 4 × 10 km         | 8e           | 10e            |

### Championnats du monde
| Épreuve / Édition | Falun 1974 |
| 50 km             | Argent     |